# Pajdza

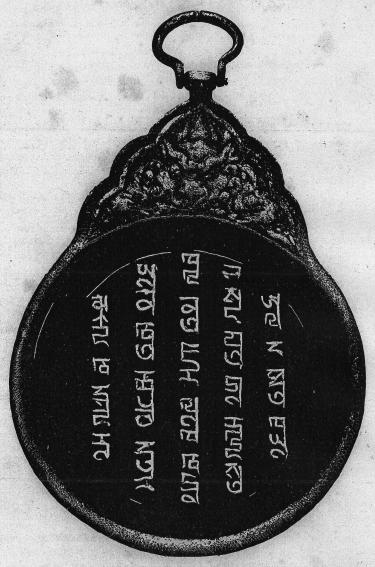
Mongolská pajdza, s nápisem zapsaným v phagpě

Pajdza (také gerege) je destička s nápisem, který obyčejně opravňovala nositele k určitým výhodám, které mohl čerpat při pohybu po vymezeném území.

## Charakteristika
Pajdza byla vyrobená typicky ze zlata bronzu, stříbra nebo dřeva, ojediněle i z jiných materiálů, nejčastěji obdélníkového tvaru, opatřená císařským znakem a nápisem, začínajícím Z moci Věčného Nebe: dávající tomu, komu byla svěřena chánem, právo vyžadovat od obyvatelstva rozmanité služební povinnosti.

## Historie
Ögedej (chán v letech 1229–1241) zakázal vydávání pajdz šlechtě, protože často docházelo k jejich nadužívání a působily neblaze vůči poddaným. Podobné propustky se vydávaly též v říši Liao, říši Ťin, říši Ming a v království Západní Sia. Cestovatel Marco Polo popsal pajdzu ve svých cestopisech.

## Galerie

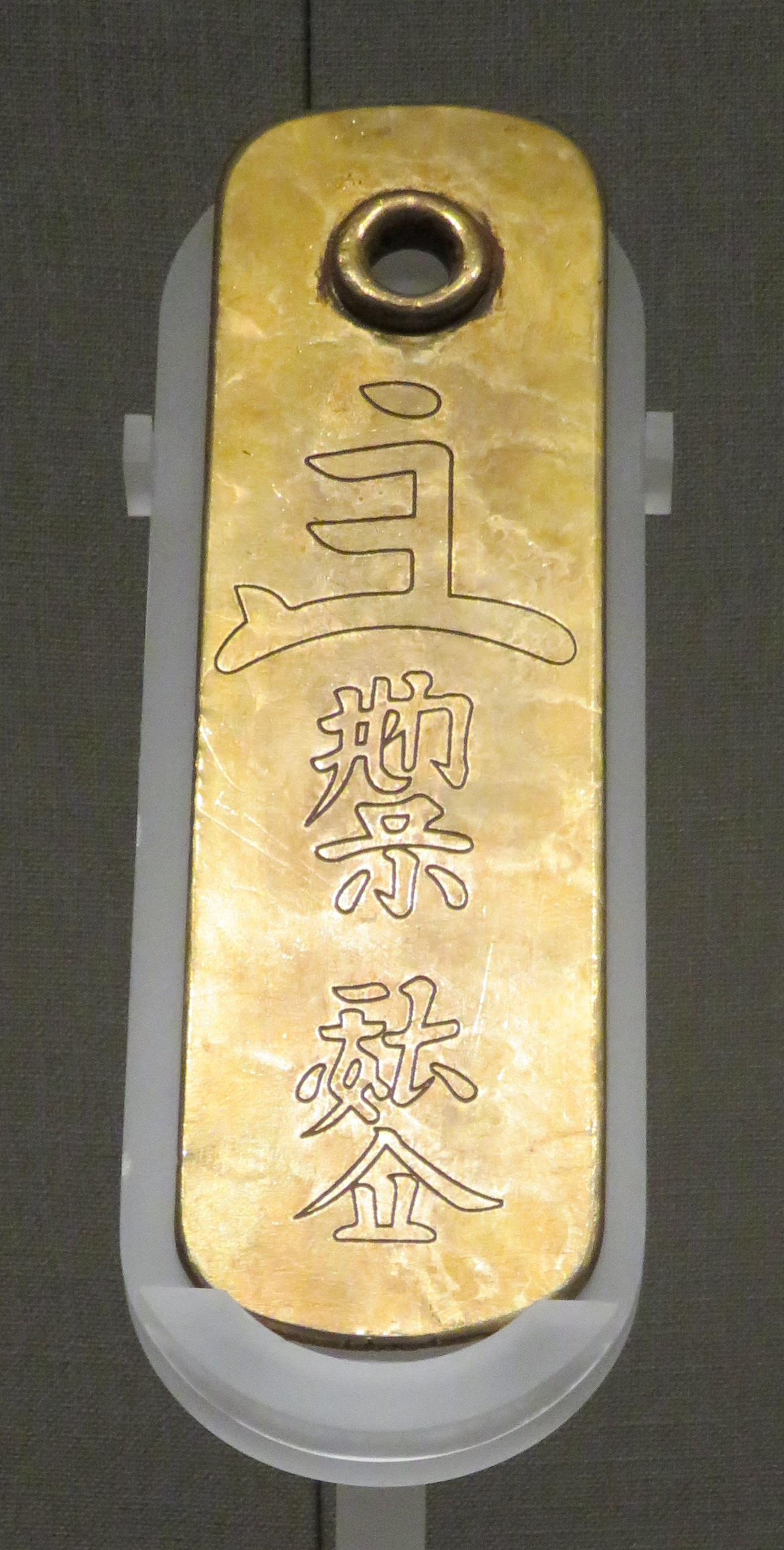
Zlatá pajdza z říše Liao (replika)
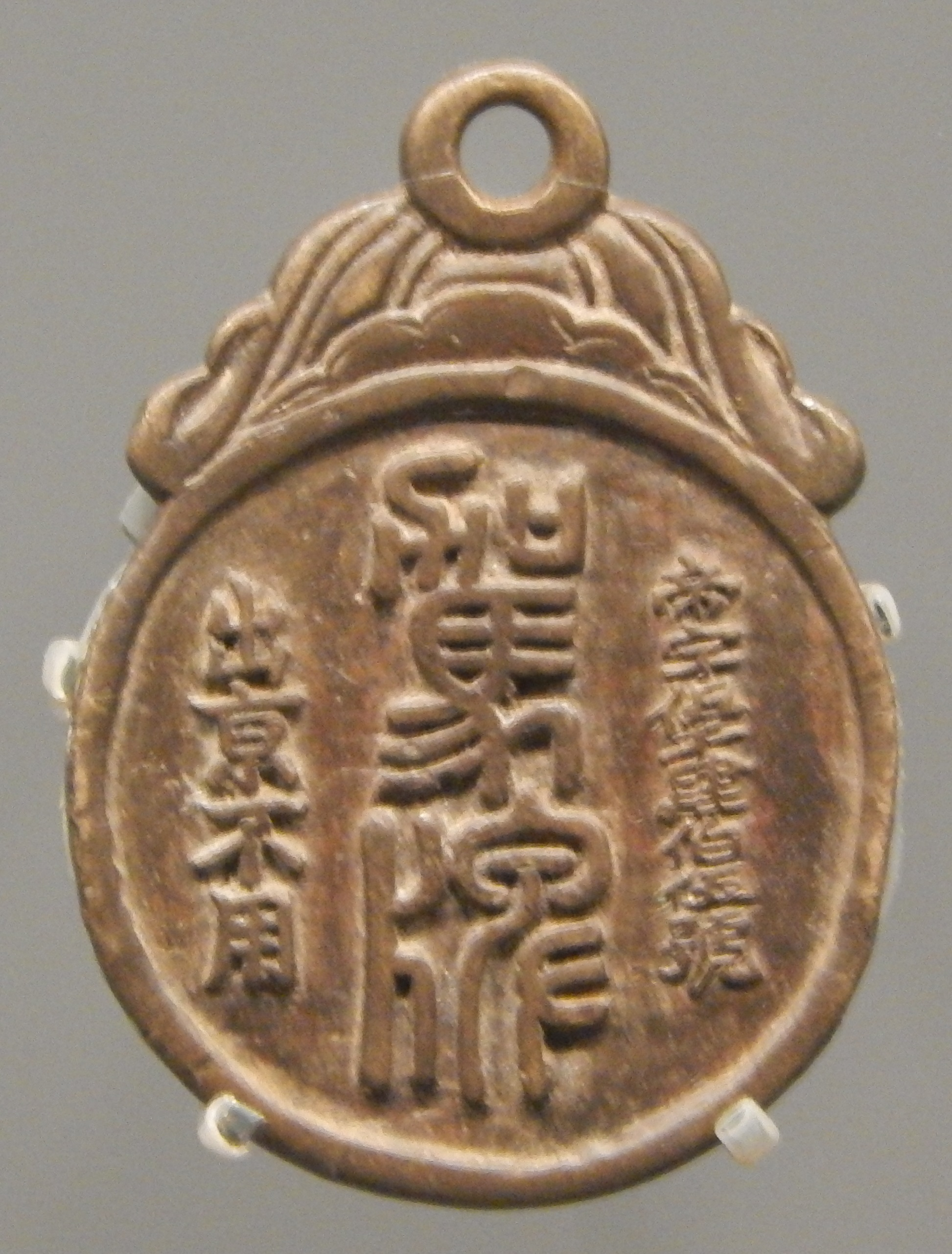
Bronzová pajdza z říše Ming
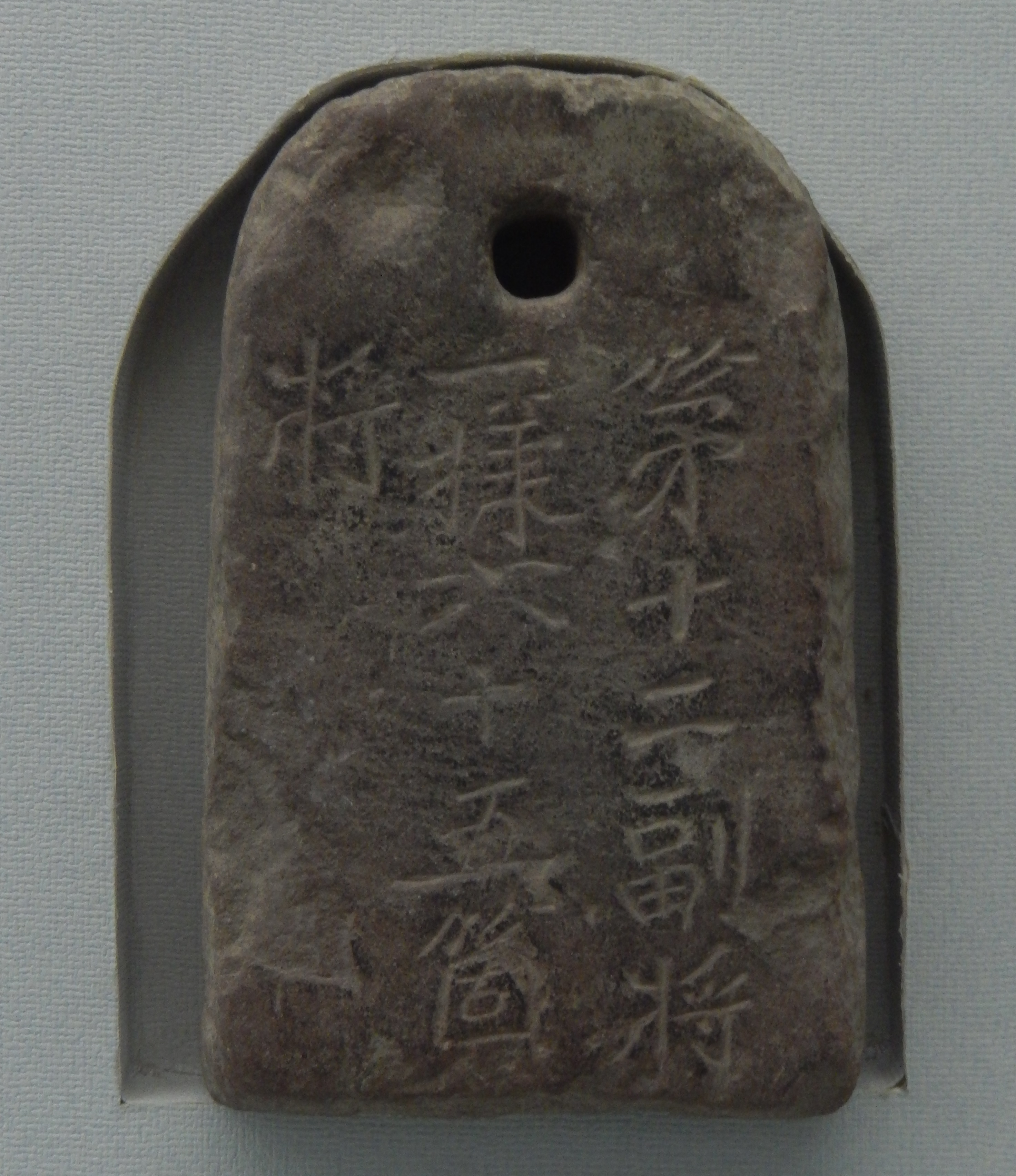
Kamenná pajdza z království Západní Sia
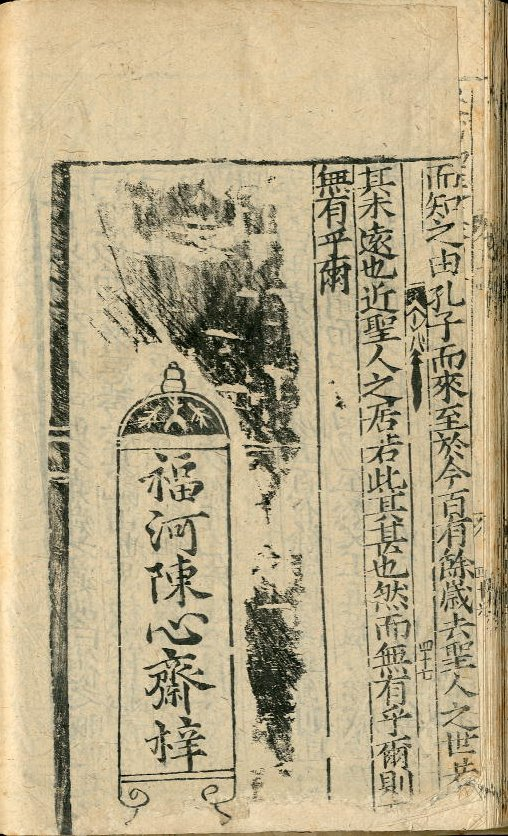
Pajdza v jedné ze Čtyř knih (vydání z let asi 1580-1600)